# Nadmiar łaski
Nadmiar łaski (wł. Troppa grazia, ang. Lucia's Grace) – włoski film komediowy w reżyserii Gianniego Zanasiego.

## Fabuła
Mająca problemy małżeńskie i zawodowe geodetka (inspektor nadzoru budowlanego) Lucia (Alba Rohrwacher) spotyka kobietę (Hadas Jaron), która podaje się za Matkę Boską i choć na początku wygląda jak współczesna uchodźczyni z Bliskiego Wschodu, to jednak coraz bardziej stanowczo domaga się wybudowania kościoła.
Film porusza m.in. wątki kryzysu migracyjnego, korupcji, zdrady małżeńskiej, problemów architektonicznych, a klamrą spinającą fabułę jest m.in. eksplozja.

## Obsada
- Alba Rohrwacher jako Lucia
- Elio Germano jako Arturo
- Giuseppe Battiston jako Paolo
- Hadas Jaron jako Madonna
- Carlotta Natoli jako Claudia
- Thomas Trabacchi jako Guido
- Daniele De Angelis jako Fabio
- Teco Celio jako Giulio Ravi
- Rosa Vannucci jako Rosa
- i inni

## Nagrody i nominacje
71. Międzynarodowy Festiwal Filmowy w Cannes
- nagroda: Directors' Fortnight Label Europa Cinemas − Gianni Zanasi

10. Bari International Film Festival (2019)
- nagroda: Italian Competition Award, najlepsza aktorka − Alba Rohrwacher

64. ceremonia wręczenia nagród David di Donatello
- nominacja: najlepsza aktorka − Alba Rohrwacher

74. ceremonia wręczenia nagród Nastro d’argento (2019)
- nominacja: najlepsza komedia − „Nadmiar łaski” w reżyserii Gianniego Zanasiego
- nominacja: najlepsza aktorka komediowa − Alba Rohrwacher
- nominacja: najlepsza piosenka − Niccolò Contessa (za utwór Nascosta in piena vista)

## Odbiór
„Nadmiar łaski” spotkał się z mieszaną reakcją krytyków. W serwisie Rotten Tomatoes 43% z siedmiu recenzji filmu jest pozytywne. Podobne opinie występują wśród polskich odbiorców. Niektórzy ganią utwór za zbyt pobieżne potraktowanie zbyt wielu zagadnień, słaby scenariusz czy za małą dawkę komizmu. Inni jednak dostrzegają w dziele współczesną przypowieść, zawierającą udane połączenie moralitetu z komedią, motywów biblijnych z aktualnymi problemami oraz chwalą za reżyserskie aluzje, piękne krajobrazy i kreacje bohaterów.

## Polska prapremiera
Jeszcze przed oficjalną polską premierą „Nadmiaru łaski” odbył się pokaz przedpremierowy filmu podczas 12. festiwalu „Dwa brzegi” w Kazimierzu Dolnym (29 lipca 2018 r.).